# Felix Jaehn/Auszeichnungen für Musikverkäufe

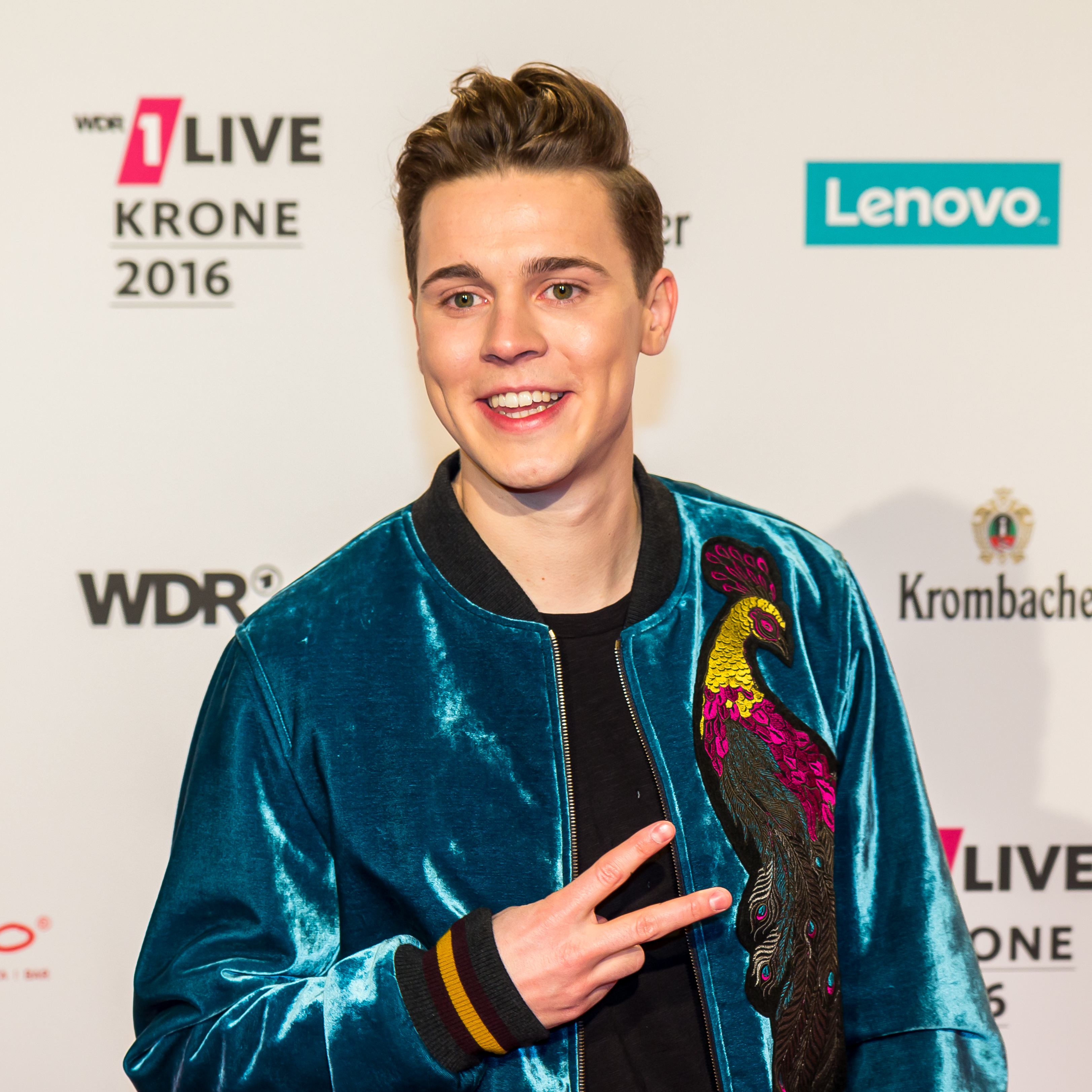
Felix Jaehn (2015)

Dies ist eine Übersicht über die Auszeichnungen für Musikverkäufe des deutschen DJs Felix Jaehn. Die Auszeichnungen finden sich nach ihrer Art (Gold, Platin usw.), nach Staaten getrennt in alphabetischer Reihenfolge, geordnet sowie nach den Tonträgern selbst in chronologischer Reihenfolge, getrennt nach Medium (Alben, Singles usw.), wieder.

## Auszeichnungen
| - Vereinigtes Königreich - 2020: für die Single So Close - 2023: für das Album I - Australien - 2023: für die Single Thank You [Not So Bad] - Belgien - 2023: für die Single Call It Love - Brasilien - 2024: für die Single No Therapy - 2024: für die Single Close Your Eyes - 2024: für die Single So Close - 2024: für die Single Thank You [Not So Bad] - Dänemark - 2022: für die Single Thank You [Not So Bad] - 2024: für die Single Call It Love - Deutschland - 2016: für die Single Book of Love - 2019: für das Lied Jennie - 2019: für die Single Feel Good - 2021: für die Single Thank You [Not So Bad] - 2021: für die Single No Therapy - 2022: für die Single Cool - 2022: für die Single Sicko - 2022: für die Single Where the Lights Are Low - 2023: für die Single So Close - 2023: für die Single One More Time - 2023: für die Single Rain in Ibiza - 2023: für die Single Call It Love - Finnland - 2017: für die Single Hot2Touch - Frankreich - 2015: für die Single Ain’t Nobody (Loves Me Better) - 2024: für das Album I - 2024: für die Single Call It Love - Italien - 2017: für die Single Hot2Touch - Kanada - 2019: für die Single So Close - 2022: für die Single Feel Good - 2023: für die Single Thank You [Not So Bad] - Mexiko - 2015: für die Single Ain’t Nobody (Loves Me Better) - Österreich - 2023: für die Single Feel Good - 2023: für die Single Cool - 2023: für die Single Love on Myself - 2023: für die Single Sicko - 2023: für die Single No Therapy - 2023: für die Single I Got a Feeling - 2023: für die Single Rain in Ibiza - 2023: für die Single Do It Better - 2024: für das Album I - Polen - 2018: für das Album I - 2021: für die Single Where the Lights Are Low - 2022: für die Single Rain in Ibiza - 2024: für die Single Thank You [Not So Bad] - 2024: für das Album Breathe - 2024: für die Single Ready for Your Love - 2025: für die Single Walk with Me - Südafrika - 2015: für die Single Cheerleader (Felix Jaehn Remix) - Vereinigte Staaten - 2018: für die Single Ain’t Nobody (Loves Me Better) | - Belgien - 2016: für die Single Ain’t Nobody (Loves Me Better) - Brasilien - 2024: für die Single Do It Better - Deutschland - 2016: für die Single Stimme - 2018: für die Single Hot2Touch - 2021: für die Single Close Your Eyes - Kanada - 2022: für das Album I - Österreich - 2015: für die Single Cheerleader (Felix Jaehn Remix) - 2023: für das Lied Jennie - 2023: für die Single Hot2Touch - 2023: für die Single Call It Love - 2024: für die Single Bonfire - Polen - 2021: für die Single No Therapy - Schweiz - 2015: für die Single Ain’t Nobody (Loves Me Better) - Vereinigte Staaten - 2022: für die Single So Close - Vereinigtes Königreich - 2017: für die Single Ain’t Nobody (Loves Me Better) - Deutschland - 2021: für die Single Bonfire - Australien - 2024: für die Single So Close - Belgien - 2016: für die Single Cheerleader (Felix Jaehn Remix) - Brasilien - 2024: für die Single Ain’t Nobody (Loves Me Better) - Dänemark - 2015: für die Single Ain’t Nobody (Loves Me Better) - Kanada - 2023: für die Single Ain’t Nobody (Loves Me Better) - Neuseeland - 2024: für die Single Ain’t Nobody (Loves Me Better) - 2024: für die Single So Close - Österreich - 2023: für die Single Close Your Eyes - 2024: für die Single Ain’t Nobody (Loves Me Better) - Polen - 2021: für die Single Close Your Eyes - 2024: für die Single Call It Love - Spanien - 2017: für die Single Ain’t Nobody (Loves Me Better) - Mexiko - 2022: für die Single Cheerleader (Felix Jaehn Remix) | - Australien - 2023: für die Single Ain’t Nobody (Loves Me Better) - Italien - 2018: für die Single Ain’t Nobody (Loves Me Better) - Vereinigte Staaten - 2015: für die Single Cheerleader (Felix Jaehn Remix) - Dänemark - 2018: für die Single Cheerleader (Felix Jaehn Remix) - Deutschland - 2022: für die Single Cheerleader (Felix Jaehn Remix) - Polen - 2021: für die Single Ain’t Nobody (Loves Me Better) - Spanien - 2016: für die Single Cheerleader (Felix Jaehn Remix) - Niederlande - 2015: für die Single Ain’t Nobody (Loves Me Better) - Schweden - 2016: für die Single Ain’t Nobody (Loves Me Better) - Vereinigtes Königreich - 2024: für die Single Cheerleader (Felix Jaehn Remix) - Australien - 2016: für die Single Cheerleader (Felix Jaehn Remix) - Neuseeland - 2024: für die Single Cheerleader (Felix Jaehn Remix) - Italien - 2018: für die Single Cheerleader (Felix Jaehn Remix) - Schweden - 2016: für die Single Cheerleader (Felix Jaehn Remix) - Brasilien - 2019: für die Single All the Lies - Deutschland - 2020: für die Single Ain’t Nobody (Loves Me Better) - Frankreich - 2015: für die Single Cheerleader (Felix Jaehn Remix) - Kanada - 2017: für die Single Cheerleader (Felix Jaehn Remix) - Mexiko - 2022: für die Single Cheerleader (Felix Jaehn Remix) |

## Auszeichnungen nach Alben

### I
| Land/Region                  | Auszeichnungen für Musikverkäufe (Land/Region, Auszeichnung, Verkäufe) | Verkäufe |
| ---------------------------- | ---------------------------------------------------------------------- | -------- |
| Frankreich (SNEP)            | Gold                                                                   | 50.000   |
| Kanada (MC)                  | Platin                                                                 | 80.000   |
| Österreich (IFPI)            | Gold                                                                   | 7.500    |
| Polen (ZPAV)                 | Gold                                                                   | 10.000   |
| Vereinigtes Königreich (BPI) | Silber                                                                 | 60.000   |
| Insgesamt                    | 1× Silber · 3× Gold · 1× Platin ·                                      | 207.500  |

### Breathe
| Land/Region  | Auszeichnungen für Musikverkäufe (Land/Region, Auszeichnung, Verkäufe) | Verkäufe |
| ------------ | ---------------------------------------------------------------------- | -------- |
| Polen (ZPAV) | Gold                                                                   | 10.000   |
| Insgesamt    | 1× Gold ·                                                              | 10.000   |

## Auszeichnungen nach Singles

### Cheerleader (Felix Jaehn Remix)
| Land/Region                  | Auszeichnungen für Musikverkäufe (Land/Region, Auszeichnung, Verkäufe) | Verkäufe   |
| ---------------------------- | ---------------------------------------------------------------------- | ---------- |
| Australien (ARIA)            | 6× Platin                                                              | 420.000    |
| Belgien (BRMA)               | 2× Platin                                                              | 60.000     |
| Dänemark (IFPI)              | 4× Platin                                                              | 240.000    |
| Deutschland (BVMI)           | 4× Platin                                                              | 1.200.000  |
| Frankreich (SNEP)            | Diamant                                                                | 250.000    |
| Italien (FIMI)               | 7× Platin                                                              | 350.000    |
| Kanada (MC)                  | Diamant                                                                | 800.000    |
| Mexiko (AMPROFON)            | Diamant · + 5× Gold                                                    | 450.000    |
| Neuseeland (RMNZ)            | 6× Platin                                                              | 180.000    |
| Österreich (IFPI)            | Platin                                                                 | 30.000     |
| Schweden (IFPI)              | 7× Platin                                                              | 280.000    |
| Spanien (Promusicae)         | 4× Platin                                                              | 160.000    |
| Südafrika (RISA)             | Gold                                                                   | 20.000     |
| Vereinigte Staaten (RIAA)    | 3× Platin                                                              | 3.000.000  |
| Vereinigtes Königreich (BPI) | 5× Platin                                                              | 3.000.000  |
| Insgesamt                    | 2× Gold · 51× Platin · 3× Diamant ·                                    | 10.440.000 |

### Ain’t Nobody (Loves Me Better)
| Land/Region                  | Auszeichnungen für Musikverkäufe (Land/Region, Auszeichnung, Verkäufe) | Verkäufe  |
| ---------------------------- | ---------------------------------------------------------------------- | --------- |
| Australien (ARIA)            | 3× Platin                                                              | 210.000   |
| Belgien (BRMA)               | Platin                                                                 | 30.000    |
| Brasilien (PMB)              | 2× Platin                                                              | 120.000   |
| Dänemark (IFPI)              | 2× Platin                                                              | 120.000   |
| Deutschland (BVMI)           | Diamant                                                                | 1.000.000 |
| Frankreich (SNEP)            | Gold                                                                   | 75.000    |
| Italien (FIMI)               | 3× Platin                                                              | 150.000   |
| Kanada (MC)                  | 2× Platin                                                              | 160.000   |
| Mexiko (AMPROFON)            | Gold                                                                   | 30.000    |
| Neuseeland (RMNZ)            | 2× Platin                                                              | 60.000    |
| Niederlande (NVPI)           | 5× Platin                                                              | 150.000   |
| Österreich (IFPI)            | 2× Platin                                                              | 60.000    |
| Polen (ZPAV)                 | 4× Platin                                                              | 80.000    |
| Schweden (IFPI)              | 5× Platin                                                              | 200.000   |
| Schweiz (IFPI)               | Platin                                                                 | 30.000    |
| Spanien (Promusicae)         | 2× Platin                                                              | 80.000    |
| Vereinigte Staaten (RIAA)    | Gold                                                                   | 500.000   |
| Vereinigtes Königreich (BPI) | Platin                                                                 | 600.000   |
| Insgesamt                    | 3× Gold · 35× Platin · 1× Diamant ·                                    | 3.655.000 |

### Book of Love
| Land/Region        | Auszeichnungen für Musikverkäufe (Land/Region, Auszeichnung, Verkäufe) | Verkäufe |
| ------------------ | ---------------------------------------------------------------------- | -------- |
| Deutschland (BVMI) | Gold                                                                   | 200.000  |
| Insgesamt          | 1× Gold ·                                                              | 200.000  |

### Stimme
| Land/Region        | Auszeichnungen für Musikverkäufe (Land/Region, Auszeichnung, Verkäufe) | Verkäufe |
| ------------------ | ---------------------------------------------------------------------- | -------- |
| Deutschland (BVMI) | Platin                                                                 | 400.000  |
| Insgesamt          | 1× Platin ·                                                            | 400.000  |

### Bonfire
| Land/Region        | Auszeichnungen für Musikverkäufe (Land/Region, Auszeichnung, Verkäufe) | Verkäufe |
| ------------------ | ---------------------------------------------------------------------- | -------- |
| Deutschland (BVMI) | 3× Gold                                                                | 600.000  |
| Österreich (IFPI)  | Platin                                                                 | 30.000   |
| Insgesamt          | 1× Gold · 2× Platin ·                                                  | 630.000  |

### Hot2Touch
| Land/Region        | Auszeichnungen für Musikverkäufe (Land/Region, Auszeichnung, Verkäufe) | Verkäufe |
| ------------------ | ---------------------------------------------------------------------- | -------- |
| Deutschland (BVMI) | Platin                                                                 | 400.000  |
| Finnland (IFPI)    | Gold                                                                   | 20.000   |
| Italien (FIMI)     | Gold                                                                   | 25.000   |
| Österreich (IFPI)  | Platin                                                                 | 30.000   |
| Insgesamt          | 2× Gold · 2× Platin ·                                                  | 475.000  |

### Feel Good
| Land/Region        | Auszeichnungen für Musikverkäufe (Land/Region, Auszeichnung, Verkäufe) | Verkäufe |
| ------------------ | ---------------------------------------------------------------------- | -------- |
| Deutschland (BVMI) | Gold                                                                   | 200.000  |
| Kanada (MC)        | Gold                                                                   | 40.000   |
| Österreich (IFPI)  | Gold                                                                   | 15.000   |
| Insgesamt          | 3× Gold ·                                                              | 255.000  |

### Cool
| Land/Region        | Auszeichnungen für Musikverkäufe (Land/Region, Auszeichnung, Verkäufe) | Verkäufe |
| ------------------ | ---------------------------------------------------------------------- | -------- |
| Deutschland (BVMI) | Gold                                                                   | 200.000  |
| Österreich (IFPI)  | Gold                                                                   | 15.000   |
| Insgesamt          | 2× Gold ·                                                              | 215.000  |

### So Close
| Land/Region                  | Auszeichnungen für Musikverkäufe (Land/Region, Auszeichnung, Verkäufe) | Verkäufe  |
| ---------------------------- | ---------------------------------------------------------------------- | --------- |
| Australien (ARIA)            | 2× Platin                                                              | 140.000   |
| Brasilien (PMB)              | Gold                                                                   | 20.000    |
| Deutschland (BVMI)           | Gold                                                                   | 200.000   |
| Kanada (MC)                  | Gold                                                                   | 40.000    |
| Neuseeland (RMNZ)            | 2× Platin                                                              | 60.000    |
| Vereinigte Staaten (RIAA)    | Platin                                                                 | 1.000.000 |
| Vereinigtes Königreich (BPI) | Silber                                                                 | 200.000   |
| Insgesamt                    | 1× Silber · 3× Gold · 5× Platin ·                                      | 1.660.000 |

### All the Lies
| Land/Region     | Auszeichnungen für Musikverkäufe (Land/Region, Auszeichnung, Verkäufe) | Verkäufe |
| --------------- | ---------------------------------------------------------------------- | -------- |
| Brasilien (PMB) | Diamant                                                                | 160.000  |
| Insgesamt       | 1× Diamant ·                                                           | 160.000  |

### Love on Myself
| Land/Region       | Auszeichnungen für Musikverkäufe (Land/Region, Auszeichnung, Verkäufe) | Verkäufe |
| ----------------- | ---------------------------------------------------------------------- | -------- |
| Österreich (IFPI) | Gold                                                                   | 15.000   |
| Insgesamt         | 1× Gold ·                                                              | 15.000   |

### Close Your Eyes
| Land/Region        | Auszeichnungen für Musikverkäufe (Land/Region, Auszeichnung, Verkäufe) | Verkäufe |
| ------------------ | ---------------------------------------------------------------------- | -------- |
| Brasilien (PMB)    | Gold                                                                   | 20.000   |
| Deutschland (BVMI) | Platin                                                                 | 400.000  |
| Österreich (IFPI)  | 2× Platin                                                              | 60.000   |
| Polen (ZPAV)       | 2× Platin                                                              | 100.000  |
| Insgesamt          | 1× Gold · 5× Platin ·                                                  | 580.000  |

### Thank You [Not So Bad]
| Land/Region        | Auszeichnungen für Musikverkäufe (Land/Region, Auszeichnung, Verkäufe) | Verkäufe |
| ------------------ | ---------------------------------------------------------------------- | -------- |
| Australien (ARIA)  | Gold                                                                   | 35.000   |
| Brasilien (PMB)    | Gold                                                                   | 20.000   |
| Dänemark (IFPI)    | Gold                                                                   | 45.000   |
| Deutschland (BVMI) | Gold                                                                   | 200.000  |
| Kanada (MC)        | Gold                                                                   | 40.000   |
| Polen (ZPAV)       | Gold                                                                   | 25.000   |
| Insgesamt          | 6× Gold ·                                                              | 365.000  |

### Sicko
| Land/Region        | Auszeichnungen für Musikverkäufe (Land/Region, Auszeichnung, Verkäufe) | Verkäufe |
| ------------------ | ---------------------------------------------------------------------- | -------- |
| Deutschland (BVMI) | Gold                                                                   | 200.000  |
| Österreich (IFPI)  | Gold                                                                   | 15.000   |
| Insgesamt          | 2× Gold ·                                                              | 215.000  |

### No Therapy
| Land/Region        | Auszeichnungen für Musikverkäufe (Land/Region, Auszeichnung, Verkäufe) | Verkäufe |
| ------------------ | ---------------------------------------------------------------------- | -------- |
| Brasilien (PMB)    | Gold                                                                   | 20.000   |
| Deutschland (BVMI) | Gold                                                                   | 200.000  |
| Polen (ZPAV)       | Platin                                                                 | 50.000   |
| Österreich (IFPI)  | Gold                                                                   | 15.000   |
| Insgesamt          | 3× Gold · 1× Platin ·                                                  | 285.000  |

### Where the Lights Are Low
| Land/Region        | Auszeichnungen für Musikverkäufe (Land/Region, Auszeichnung, Verkäufe) | Verkäufe |
| ------------------ | ---------------------------------------------------------------------- | -------- |
| Deutschland (BVMI) | Gold                                                                   | 200.000  |
| Polen (ZPAV)       | Gold                                                                   | 25.000   |
| Insgesamt          | 2× Gold ·                                                              | 225.000  |

### One More Time
| Land/Region        | Auszeichnungen für Musikverkäufe (Land/Region, Auszeichnung, Verkäufe) | Verkäufe |
| ------------------ | ---------------------------------------------------------------------- | -------- |
| Deutschland (BVMI) | Gold                                                                   | 200.000  |
| Insgesamt          | 1× Gold ·                                                              | 200.000  |

### I Got a Feeling
| Land/Region       | Auszeichnungen für Musikverkäufe (Land/Region, Auszeichnung, Verkäufe) | Verkäufe |
| ----------------- | ---------------------------------------------------------------------- | -------- |
| Österreich (IFPI) | Gold                                                                   | 15.000   |
| Insgesamt         | 1× Gold ·                                                              | 15.000   |

### Rain in Ibiza
| Land/Region        | Auszeichnungen für Musikverkäufe (Land/Region, Auszeichnung, Verkäufe) | Verkäufe |
| ------------------ | ---------------------------------------------------------------------- | -------- |
| Deutschland (BVMI) | Gold                                                                   | 200.000  |
| Polen (ZPAV)       | Gold                                                                   | 25.000   |
| Österreich (IFPI)  | Gold                                                                   | 15.000   |
| Insgesamt          | 3× Gold ·                                                              | 240.000  |

### Do It Better
| Land/Region       | Auszeichnungen für Musikverkäufe (Land/Region, Auszeichnung, Verkäufe) | Verkäufe |
| ----------------- | ---------------------------------------------------------------------- | -------- |
| Brasilien (PMB)   | Platin                                                                 | 40.000   |
| Österreich (IFPI) | Gold                                                                   | 15.000   |
| Insgesamt         | 1× Gold · 1× Platin ·                                                  | 55.000   |

### Call It Love
| Land/Region        | Auszeichnungen für Musikverkäufe (Land/Region, Auszeichnung, Verkäufe) | Verkäufe |
| ------------------ | ---------------------------------------------------------------------- | -------- |
| Belgien (BRMA)     | Gold                                                                   | 20.000   |
| Dänemark (IFPI)    | Gold                                                                   | 45.000   |
| Deutschland (BVMI) | Gold                                                                   | 200.000  |
| Frankreich (SNEP)  | Gold                                                                   | 100.000  |
| Polen (ZPAV)       | 2× Platin                                                              | 100.000  |
| Österreich (IFPI)  | Platin                                                                 | 30.000   |
| Insgesamt          | 4× Gold · 3× Platin ·                                                  | 495.000  |

### Ready for Your Love
| Land/Region  | Auszeichnungen für Musikverkäufe (Land/Region, Auszeichnung, Verkäufe) | Verkäufe |
| ------------ | ---------------------------------------------------------------------- | -------- |
| Polen (ZPAV) | Gold                                                                   | 25.000   |
| Insgesamt    | 1× Gold ·                                                              | 25.000   |

### Walk with Me
| Land/Region  | Auszeichnungen für Musikverkäufe (Land/Region, Auszeichnung, Verkäufe) | Verkäufe |
| ------------ | ---------------------------------------------------------------------- | -------- |
| Polen (ZPAV) | Gold                                                                   | 62.500   |
| Insgesamt    | 1× Gold ·                                                              | 62.500   |

## Auszeichnungen nach Lieder

### Jennie
| Land/Region        | Auszeichnungen für Musikverkäufe (Land/Region, Auszeichnung, Verkäufe) | Verkäufe |
| ------------------ | ---------------------------------------------------------------------- | -------- |
| Deutschland (BVMI) | Gold                                                                   | 200.000  |
| Österreich (IFPI)  | Platin                                                                 | 30.000   |
| Insgesamt          | 1× Gold · 1× Platin ·                                                  | 230.000  |

## Statistik und Quellen
| Land/RegionAuszeichnungen für Musikverkäufe (Land/Region, Auszeichnungen, Verkäufe, Quellen) | Silber     | Gold       | Platin         | Diamant     | Verkäufe  | Quellen              |
| -------------------------------------------------------------------------------------------- | ---------- | ---------- | -------------- | ----------- | --------- | -------------------- |
| Australien (ARIA)                                                                            | —          | Gold1      | 11× Platin11   | —           | 805.000   | aria.com.au          |
| Belgien (BRMA)                                                                               | —          | Gold1      | 3× Platin3     | —           | 110.000   | ultratop.be          |
| Brasilien (PMB)                                                                              | —          | 4× Gold4   | 3× Platin3     | Diamant1    | 400.000   | pro-musicabr.org.br  |
| Dänemark (IFPI)                                                                              | —          | 2× Gold2   | 6× Platin6     | —           | 450.000   | ifpi.dk              |
| Deutschland (BVMI)                                                                           | —          | 13× Gold13 | 8× Platin8     | Diamant1    | 6.400.000 | musikindustrie.de    |
| Finnland (IFPI)                                                                              | —          | Gold1      | —              | —           | 20.000    | universalmusic.at    |
| Frankreich (SNEP)                                                                            | —          | 3× Gold3   | —              | Diamant1    | 475.000   | snepmusique.com      |
| Italien (FIMI)                                                                               | —          | Gold1      | 10× Platin10   | —           | 525.000   | fimi.it              |
| Kanada (MC)                                                                                  | —          | 3× Gold3   | 3× Platin3     | Diamant1    | 1.160.000 | musiccanada.com      |
| Mexiko (AMPROFON)                                                                            | —          | 2× Gold2   | 2× Platin2     | Diamant1    | 480.000   | amprofon.com.mx      |
| Neuseeland (RMNZ)                                                                            | —          | —          | 10× Platin10   | —           | 300.000   | radioscope.co.nz     |
| Niederlande (NVPI)                                                                           | —          | —          | 5× Platin5     | —           | 150.000   | nvpi.nl              |
| Österreich (IFPI)                                                                            | —          | 9× Gold9   | 9× Platin9     | —           | 397.500   | ifpi.at              |
| Polen (ZPAV)                                                                                 | —          | 7× Gold7   | 9× Platin9     | —           | 502.500   | olis.pl              |
| Schweden (IFPI)                                                                              | —          | —          | 12× Platin12   | —           | 480.000   | sverigetopplistan.se |
| Schweiz (IFPI)                                                                               | —          | —          | Platin1        | —           | 30.000    | Einzelnachweise      |
| Spanien (Promusicae)                                                                         | —          | —          | 6× Platin6     | —           | 240.000   | elportaldemusica.es  |
| Südafrika (RISA)                                                                             | —          | Gold1      | —              | —           | 20.000    | Einzelnachweise      |
| Vereinigte Staaten (RIAA)                                                                    | —          | Gold1      | 4× Platin4     | —           | 4.500.000 | riaa.com             |
| Vereinigtes Königreich (BPI)                                                                 | 2× Silber2 | —          | 6× Platin6     | —           | 3.860.000 | bpi.co.uk            |
| Insgesamt                                                                                    | 2× Silber2 | 49× Gold49 | 108× Platin108 | 5× Diamant5 |           |                      |